# Giuseppe Toffanin
Giuseppe Toffanin (Padoue, 26 mars 1891 - ibidem, 2 mars 1980), est un critique littéraire et écrivain italien.

## Biographie
Giuseppe Toffanin était le fils de l'avocat Domenico Toffanin (1861-1920) et de Maria Rodella (1868-1962), et donc le frère de l'avocat Paolo Toffanin. Sa sœur Anna fut l'épouse du parlementaire et sénateur italien Enoch Peserico (1897-1978). En 1912, il soutient une thèse sur Les Fiancés et obtient son diplôme du philologue et lettré italien Vittorio Rossi (1865-1938). En 1915 il prend part à la Grande Guerre avec nombre de ses amis présents à Padoue: le germaniste Vincenzo Errante, l'écrivain Novello Papafava, le physiologiste Enoch Peserico (qui épousera sa sœur Anna), son cousin Giovanni Stoppato (1880-1950), neveu de Alessandro Stoppato (1858-1931), professeur de Giacomo Matteotti, Umberto Merlin, fondateur du Parti Populaire avec Luigi Sturzo et Alcide De Gasperi.
En 1923 il enseigne à l'Université de Messine, où il fait la connaissance de l'helléniste Manara Valgimigli; la même année il rencontre Concetto Marchesi, qui l'entretient de son travail avec Antonio Gramsci. En 1924 il enseigne à l'Université de Cagliari, où il rencontre le linguiste Giacomo Devoto et de 1924 à 1928, il enseigne à l'Université de Catane où il se lie d'amitié avec Attilio Momigliano. À partir de 1928 il enseigne à l'Université Frédéric II à Naples,  où il passera le reste de sa carrière universitaire. En 1951 il fait partie des membres du jury du Prix Marzotto, avec Mario Missiroli, Giovanni Ansaldo et Antonino Pagliaro. Parmi les lauréats de ce prix se retrouvent notamment Amedeo Maiuri, Giovanni Papini, Aldo Palazzeschi, Alberto Moravia, Mario Praz, Ugo Spirito et Luigi Stefanini.

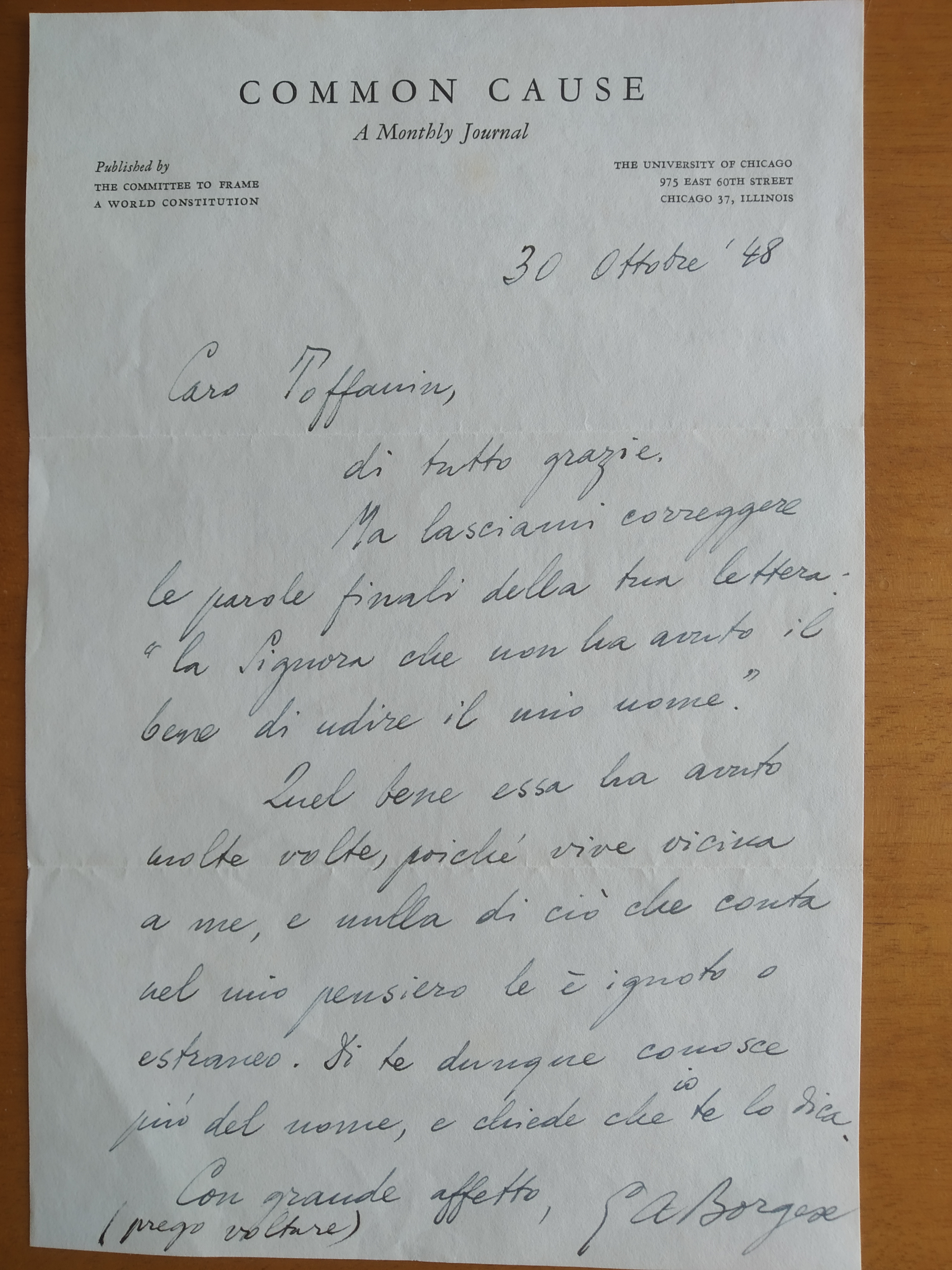
Une lettre de Giuseppe Antonio Borgese à Toffanin en 1948

En 1957 il rend hommage à San Remo au Père Giovanni Semeria avec lequel il partageait de nombreux avis et opinions. Parmi ses élèves se retrouvent Giancarlo Mazzacurati, Emilio Merone, Rocco Montano, ou encore monseigneur Giovanni Fallani (1910-1985). Il comptait parmi ses meilleurs amis et admirateurs, des personnalités comme Giuseppe Antonio Borgese, Paolo Toschi, Riccardo Bacchelli, Giovanni Getto, Frédéric Chabod, Silvio D'Amico, Giuseppe Galasso, Michele Prisco, Ladislao Mittner, Vittore Branca, Guido Piovene, Aldo Ferrabino, Carlo Calcaterra, Diego Valeri, le mathématicien Francesco Severi, le juriste Francesco Carnelutti, le médecin et père franciscain Agostino Gemelli, le ministre Luigi Gui, le théologien et figure de proue du modernisme Ernesto Buonaiuti, le journaliste Orio Vergani, ou encore le philosophe Lorenzo Giusso.
Il décède en 1980 à l'âge de 88 ans .

## Œuvres
Après s'être essayé au récit avec I delusi  (Bologne: Gherardi, 1912) et Ricordi di un uomo inutile (Milan: Quintieri, 1919), il aborde la littérature italienne avec une étude sur le romantisme : Il romanticismo latino e i Promessi Sposi (1913), suivie de Gli ultimi nostri (1919) et La fine dell'Umanesimo (Turin: Bocca, 1920).
À vrai dire, ses recherches sur l'Humanisme, la Renaissance, et le lien avec le Moyen Âge, forment le cœur de son activité littéraire, ainsi qu'en témoignent les nombreuses œuvres qu'il consacre à cette thématique, avec parmi tant d'autres, Machiavelli e il tacitismo (Padoue, 1921), Che cosa fu l'Umanesimo (1929), Storia dell'Umanesimo (3 vol., 1942-1950), Il secolo senza Roma (1942), Il Tasso e l'età che fu sua (1946), La fine del Logos: l'Umanesimo europeo (1946), La religione degli umanisti (1950), L'uomo antico nel pensiero del Rinascimento (1957), Perché l'Umanesimo comincia con Dante (1967).
Sa réévaluation de l'importance de la tradition chrétienne et de l'aristotélisme dans l'Humanisme et la Contre-Réforme, marque le point de divergence de la ligne suivie par Francesco de Sanctis e Benedetto Croce et consume, dans le milieu intellectuel parténopéen, une âpre et inconciliable rupture avec le philosophe des Abruzzes. C'est aussi à ses études sur l'héritage de Tacite dans la doctrine politique de la Renaissance italienne, que l'on doit l'invention du néologisme italien "tacitismo" ("tacistisme"). Parmi les nombreuses critiques positives concernant Toffanin, celles de Antonio Gramsci, Nicola Abbagnano, Giacomo Devoto et Giorgio Barberi Squarotti sont particulièrement remarquables.

### Publications choisies
- Il romanticismo latino e I promessi sposi, Bornandini, Forlì, 1913; réimpression Nabu Press, 2011
- Gli ultimi nostri (saggi critici), Bordandini, Forlì 1919
- La fine dell'Umanesimo, Bocca, Turin 1920; réimpression avec préface de Giancarlo Mazzacurati, Vecchiarelli, Manziana 1991
- Machiavelli e il tacitismo, Draghi, Padoue 1921; et Guida, Naples 1972
- L'eredità del Rinascimento in Arcadia, N. Zanichelli 1923; réimprimé sous le titre L'Arcadia, Zanichelli, Bologne 1958
- Il Cinquecento, in AAVV, Storia letteraria d'Italia, Vallardi, Milan 1928; 8e éd. 1973
- Che cosa fu l'Umanesimo, G. C. Sansoni, Florence 1929
- La critica e il tempo, Paravia, Turin 1930
- L'isola dei morti. Commedia in tre atti, Casella, Naples 1933
- (avec Gaetano Sborselli) La letteratura italiana. Disegno storico dalle origini ad oggi, F. Perrella, Naples 1935
- Giovanni Pontano fra l'uomo e la natura, Zanichelli, Bologne 1938
- Montaigne e l'idea classica, Zanichelli, Bologne 1940
- Storia dell'Umanesimo, 3 voll., Zanichelli, Bologne 1942
- La seconda generazione romantica, Libreria scientifica editrice, Naples 1942
- Il secolo senza Roma. Il Rinascimento del secolo XIII, Zanichelli, Bologne 1943; 1964
- Il Tasso e l'età che fu sua: l'età classicistica, Libreria scientifica editrice, Naples 1945
- L'Arcadia. Saggio storico, Zanichelli, Bologne 1946
- La fine del Logos: l'Umanesimo europeo, Zanichelli, Bologne 1946
- Sette interpretazioni dantesche, Libreria scientifica editrice, Naples 1947
- Ludovico Ariosto, Pironti, Naples 1948
- Carducci, poeta dell'Ottocento, Libreria scientifica editrice, Naples 1950
- La religione degli umanisti, Zanichelli, Bologne 1950
- Prolegomeni alla lettura del Leopardi, Libreria scientifica editrice, Naples 1952
- L'Epistola ad Mahumetem di Pio II (Enea Silvio Piccolomini), dans "Collezione Umanistica", 8, Naples 1953
- Il Ministero della carità, Vallecchi, Florence 1955
- L'umanesimo al Concilio di Trento - en appendice: Marco Gerolamo Vida, Elogio dello Stato (De rei publicae dignitate), édité par Antonio Altamura, Zanichelli, Bologne 1955
- La cosa più cara. Atto unico, dans "Drammaturgia", mars 1957
- L'uomo antico nel pensiero del Rinascimento, Sansoni, Florence 1957
- La vita e le opere di Ludovico Ariosto, Libreria scientifica editrice, Naples 1959
- L'umanesimo di Dante e il cielo di Giove, Società Editrice Internazionale, Turin 1959
- Italia e Francia. Umanesimo e Giansenismo. L'Arcadia e Cartesio, Zanichelli, Bologne 1960
- Ultimi saggi[5], Zanichelli, Bologne 1960
- Il "Cortegiano" nella trattatistica del Rinascimento, Libreria scientifica editrice, Naples 1961
- Il vaso di Sassonia, Zanichelli, Bologne 1963
- Cicerone fra i Padri della Chiesa e gli umanisti (per il V centenario di Pio II), Pontificia Universitas Gregoriana, Rome 1964
- Storia dell'Umanesimo, 4 voll., Zanichelli, Bologna 1964
- Perché l'Umanesimo comincia con Dante, Zanichelli, Bologne 1967
- Poeti lirici dell'Ottocento: il Monti ed il Foscolo, Morra, Naples 1968
- Novissima verba. L'esegesi dantesca nel Romanticismo, Zanichelli, Bologne 1972